# Unió Esportiva Puçol
La Unió Esportiva Puçol és un club de futbol de la ciutat de Puçol (Horta Nord, País Valencià). Va ser fundat el 1951. El seu estadi és el Pep Claramunt. Actualment juga a Regional Preferent.
Disposa d'un filial. El Puçol B juga a Segona Regional.

## Història[calcitació]
El 2 de febrer de 1951, neix la UE Puçol, de la unió de dos clubs de la ciutat, l'Esplai i l'Atlètic. Eixe mateix any ja juga amb equips del cap-i-casal i al setembre debuta en la II Regional. Després d'uns anys jugant en diverses categories regionals, fins i tot amb la participació com a no-federat en els anys seixanta, el Puçol obté l'ascens a la 3a Divisió la temporada 79/80, en la qual també debuta a la Copa del Rei, sent eliminat pel Crevillent.
Eixa mateixa temporada (79/80) també s'imposa al Campionat d'Espanya Aficionats. Són els millors anys del Puçol, que a la temporada següent quedaria en 4t lloc.
Assolit eixe punt, l'equip torna a caure a les categories regionals durant la dècada dels 80. A la dècada dels 90 no arribaria a consolidar-se i exerceria d'equip ascensor entre la I Regional i el Preferent. A la fi, amb l'arribada del nou segle, el Puçol tornaria a la 3a Divisió.
El nou estadi fou inaugurat el setembre de 2001, per Josep Maria Iborra, alcalde de la localitat.
Després d'una llarga estada a Tercera Divisió, en el qual va estar entrenat una temporada per Luis Milla (el qual a la temporada següent se'n va anar amb Michael Laudrup a entrenar al Getafe en primera divisió), l'equip va descendir a Regional Preferent.
El descens alliberà al club dels problemes econòmics que patia. La primera temporada a Preferent va ser de transició, on l'equip va ser molt irregular. Però en la temporada 2013/2014 va aconseguir classificar-se de forma fàcil per a la disputa de la promoció d'ascens a Tercera Divisió.

## Jugadors importants
De l'escola del Puçol ha sorgit principalment un jugador com Pep Claramunt. Guanyador d'una Lliga amb el València CF i internacional amb la selecció Espanyola. A més de ser capità del València durant molt de temps, fou el primer valencià a ser capità de la selecció Espanyola.
D'altres jugadors importants destaquen Sebastià, Figuerola, Sanchis, Esteve i Enrique Claramunt, entre d'altres. Aquest últim, germà del mític Pep Claramunt, també va jugar al València CF.

## Entrenadors[calcitació]
- Luis Giménez (2003/05)
- Francisco Alberola (2005/06)
- Luis Milla Aspas (2006/07)
- Fernando García Cabot (2007/2009)
- Vicente Bosch (2009/2010)
- David Sanz (2012/?)

## Dades del club
- Temporades en 1a: 0[1]
- Temporades en 2a: 0
- Temporades en 2aB: 0
- Temporades en 3a: 7
- Millor lloc en la lliga: 4t. (Tercera divisió espanyola temporada 80/81)
- Pitjor lloc en la lliga: 22è. (Tercera divisió espanyola temporada 02-03)

## Palmarès
- Campionat d'Espanya d'Aficionats: 
  - 1979[2]

## Estadi
LA UE Puçol disputa els seus partits com a local en l'Estadi Pep Claramunt, amb capacitat per a 2.000 espectadors. És un camp de gespa artificial, amb graderies i vallat modern. Va ser inaugurat en setembre de 2001 per l'alcalde de Puçol Josep Maria Iborra.